# Amphirhachis fasciata
Amphirhachis fasciata är en stekelart som beskrevs av Dali Chandra och Gupta 1977. Amphirhachis fasciata ingår i släktet Amphirhachis och familjen brokparasitsteklar. Inga underarter finns listade i Catalogue of Life.